# Đăk Trăm
Đăk Trăm là một xã thuộc huyện Đăk Tô, tỉnh Kon Tum, Việt Nam.
Xã Đăk Trăm có diện tích 52,77 km², dân số năm 2019 là 4.370 người, mật độ dân số đạt 83 người/km².